# جرج هرن
جرج هرن (به انگلیسی: George Hearn) (زاده ۱۸ ژوئن ۱۹۳۴) بازیگر آمریکایی است.
از فیلم‌های معروف او می‌توان به بازی در متعلق به شیطان، ناپدید شدن، شیادان و صبح تو را می‌بینم اشاره کرد.